# Eurysthaea cinctella
Eurysthaea cinctella là một loài ruồi trong họ Tachinidae.